# Gerontopsychologie
Die Gerontopsychologie oder gerontologische Psychologie befasst sich mit dem Anteil des Erlebens und Verhaltens des Menschen, der dem Altern sowie auch dessen Beeinflussbarkeit zuzuschreiben ist. Sie ist als Teildisziplin sowohl der Psychologie als auch der Gerontologie zuzuordnen und ist ein relativ junges Gebiet der Entwicklungspsychologie.
Diese etablierte sich als eigenständiges Gebiet erst Ende der 1980er Jahre, nachdem es aufgrund verschiedener empirischer Befunde notwendig geworden war, bisherige eindimensionale Entwicklungskonzepte zu überarbeiten, die davon ausgingen, dass die menschliche Entwicklung nach Kindheit und Jugend abgeschlossen sei. Forschung zum Altern im Speziellen wurde zwar auch schon vorher durchgeführt, jedoch vor allem im Bereich der Differentiellen Psychologie aufgrund der engen Grenzen des Entwicklungsbegriffes.
Im Jahre 1990 veröffentlichte Paul Baltes ein neues multidimensionales Entwicklungskonzept, das davon ausging, dass Entwicklung nicht sequentiell, unidirektional und irreversibel erfolgte, sondern durch ein ständiges Wechselspiel zwischen Wachstum und Abbau von Kompetenzen (Multidirektionalität) gekennzeichnet ist, das eine bedeutsame Plastizität aufweist. Dies implizierte auch, dass das Entwicklungsgeschehen interindividuell relativ gleichzeitig stattfände, aber nicht gleichartigen Charakter aufweisen sollte.
Das verbreitete Stereotyp des pessimistischen, chronisch schlecht gelaunten Alten entbehrt dieser Theorie nach jeglicher Grundlage. Dass die Alltagsgeschehen einen anderen Eindruck vermitteln, ist weitgehend darauf zurückzuführen, dass viele angeblich prototypische Eigenschaften älterer Menschen pathologischen Zuständen geschuldet sind. So vergrößert sich beispielsweise mit zunehmendem Alter die Wahrscheinlichkeit, eine Demenzerkrankung zu entwickeln, und auch viele Erkrankungen des Nervensystems treten erst im Alter in Erscheinung, wie die Parkinson-Krankheit oder Chorea Huntington. Allein dieser Umstand sorgt dafür, dass über die gesamte Population älterer Menschen anhand von Minoritäten verallgemeinert wird.

## Altersdefizite
Natürlich kann nicht abgestritten werden, dass psychisches und physiologisches Altern diverse Nachteile mit sich bringt. In einer Studie von Cattell und Horn, die Ende der 1960er Jahre durchgeführt wurde, wird eindeutig aufgezeigt, dass die sogenannte fluide Intelligenz (Gedächtnis, sensorische Perzeption) im Vergleich zur kristallisierten Intelligenz (Wissen, sprachliche Fertigkeiten) mit fortschreitendem Lebensalter abnimmt.
Mitte der 1990er führte Schaie jedoch eine Faktorenanalyse über diese intelligenztheoretischen Konstrukte durch, mit der sich nachweisen ließ, dass zwar die Wahrnehmungsgeschwindigkeit kontinuierlich über das Alter abnimmt, andere Kompetenzen fluider Intelligenz, wie induktives Denken, ihr Extremum jedoch erst im fünften Lebensjahrzehnt finden. Der dennoch entstehende Eindruck, dass ältere Menschen eher kognitiv benachteiligt seien, ist wohl auch zum Teil dem Flynn-Effekt zuzuschreiben.
Dass im hohen Alter jedoch grundsätzlich fluide Intelligenz abnimmt, wurde noch in den 1970ern mit Enkodierungs- und Abrufdefiziten von Informationen erklärt. Die Hypothese, die zu falsifizieren war, besagte, dass ältere Menschen im Allgemeinen Probleme damit hätten, Gedächtnisstrategien um Enkodieren und Abrufen von Wissen zu bilden. Wie Knopf 1987 zeigte, war dem aber nicht so. Es wurden genauso wie bei jungen Probanden Strategien gebildet, jedoch lag eine Nutzungsineffizienz dieser Strategien vor, welche von Hasselhorn & Hager 1993 auf eine reduzierte Arbeitsgedächtniskapazität zurückzuführen war, die sich darin äußerte, dass die allgemeine Informationsverarbeitungsgeschwindigkeit bei Alten langsamer vonstattengeht.
Eine andere theoretische Erklärung besagt, dass die Leistungsabnahme auf eine reduzierte kognitive Hemmung im Frontallappen zurückzuführen ist, was durch Befunde aus Negative-Priming-Aufgaben mit älteren Personen plausibel erscheint und dementsprechend auch beim Stroop-Effekt proaktive Interferenzen auslöst.

## Alterskompetenzen

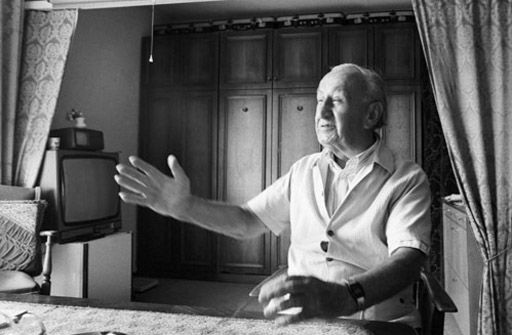
Senioren können nachfolgenden Generationen Zuversicht ins Leben vermitteln.

Jedoch sind, wie eingangs erwähnt, die Defizite nicht derart überragend, als dass alte Menschen pauschal als benachteiligt und der Gesellschaft nicht zuträglich angesehen werden könnten (und was auch trotz jahrtausendelanger Alltagspraxis keinen selektiven Nachteil gebracht hat). Ältere Menschen erwerben oft einen gewissen Grad an Weisheit, was durch postformal-dialektisches Denken gekennzeichnet ist und nach Baltes nichts anderes beinhaltet als einen reichhaltigen Wissensschatz im Bereich der grundlegenden Lebensfragen.
Durch das Ausscheiden aus dem Berufsleben und der daraus resultierenden Freizeit können Menschen in höherem Alter eine neue soziale Identität finden und sich somit selbstverwirklichen. Dies kann dazu beitragen, einen hohen Grad an Autonomie zu wahren und weiterhin soziale Verantwortung zu übernehmen. Des Weiteren können bereits bestehende zwischenmenschliche Beziehungen ausgebaut aber auch neue Beziehungen geknüpft und vertieft werden.
Außerdem haben ältere Menschen oft das reguläre Expertenwissen (Expertise), welches durch inhaltsspezifisches Wissen, persönliche jahrelange Erfahrung und automatisierte Routine gespeist wird und in der Konsequenz in der entsprechenden Disziplin für deutliche Leistungsvorteile gegenüber unerfahrenen jungen Menschen sorgt, was auch empirisch bestätigt wurde, bspw. beim Maschinenschreiben. Grundlegend ist hier das Prinzip der Kompensation durch selektive Optimierung nach Baltes.